# Idioma friulano
El friulano (en friulano furlanⓘ, o informalmente marilenghe) es una lengua indoeuropea de la familia románica que, junto al romanche y el ladino, forma la rama de los Alpes centrales llamada retorromance.
Entre los siglos X y XIII el alemán fue la lengua de los nobles de la región y ha dejado numerosas influencias en su vocabulario. El friulano oriental, sin embargo, tuvo contacto con el alemán hasta la Primera Guerra Mundial. Desde el siglo XIV se usa en literatura. El Estado italiano lo reconoce como lengua independiente desde 1999.
Actualmente la lengua cuenta con 720 000 hablantes, principalmente en la región italiana de Friul-Venecia Julia (Friuli-Venezia Giulia) y es mayoritario en la región histórica del Friul (Friûl y  más raramente Furlanie). Muchos friulanos conservan su lengua en la emigración, algunos de ellos instalados en la región del delta del Danubio, en Rumanía, donde emigraron en el siglo XIX.
Esta variedad es la más alejada de las otras retorromances, hasta el punto de que algunos lingüistas le niegan toda conexión y la relacionan más con los dialectos del Véneto italiano.

## Aspectos históricos, sociales y culturales

### Historia
Los orígenes de la lengua friulana son bastante oscuros. El gran acontecimiento que formó la base de la lengua fue la llegada de los romanos, que en el 181 a. C. fundaron la primera colonia en el Friul, Aquilea. Se establecieron sobre un sustrato lingüístico precedente, formado en su mayor parte por el lenguaje celta de los Carni. Su influencia sobre el latín de Aquileia es controvertida, pues en los epígrafes e inscripciones de la época sólo se hallan modificaciones a elementos fonéticos y morfosintácticos, comunes también a otras partes del imperio. A día de hoy, las huellas celtas más evidentes se hallan en la toponimia (topónimos acabados en -acco o en -icco, por ejemplo), mientras que en el léxico parece que el componente cárnico es poco relevante, tal como el componente germánico, provocado por la entrada en Italia de los longobardos. Estas informaciones han llevado a algunos estudiosos a suponer que el friulano sea consecuencia de las migraciones de poblaciones del imperio, obligadas a abandonar las regiones orientales, como la llanura panónica, a causa de la presión de los bárbaros. Es interesante también el hecho de que diferentes estudiosos, basándose en las inscripciones halladas, argumentan que el límite oriental de penetración de la población y la lengua de los vénetos fue el río Livenza (en la época Liquentia), que todavía en épocas recientes delimitó el límite lingüístico entre el friulano y el veneciano (hoy en parte desplazado hacia el este). Esto hace suponer que la diferenciación entre las hablas de estas regiones sea antigua.
No obstante, se ha alcanzado cierto consenso acerca del período de formación del friulano, que remonta al año 1000, contemporáneamente a otras lenguas romances derivadas del latín vulgar. Los primeros términos en friulano aparecen en actas administrativas del siglo XIII, pero solo a partir del siglo XIV los documentos se hacen más numerosos y, además de algún documento comercial, aparecen los primeros testimonios literarios, como los Frammenti letterari, todos originarios de Cividale, que ya se había consolidado como centro del Friul.

### Relación con el ladino(La questione ladina)
La teoría de la "unidad ladina" se debe al más importante glotólogo italiano del siglo XIX, Graziadio Isaia Ascoli, nativo de Goricia. En 1871, presentó su teoría de que, en tiempos, estas lenguas se extendían desde Muggia y quizás desde la parte septentrional de Istria hasta Suiza. La continuidad se interrumpió durante la historia, y quedaron las tres lenguas actuales: el romanche, el ladino y el friulano, que han evolucionado de manera separada. Esta hipótesis fue corregida y precisada sucesivamente por otros estudiosos. En particular, Francescato precisó las diferencias con el friulano y el veneciano; con este último, la separación se remontaría al siglo X, a lo largo del histórico límite del Livenza. Las últimas teorías reorganizan o en todo caso anticipan la teoría de la unidad ladina, que corresponde a una fase lingüística bastante antigua; la diferente evolución que se halla dentro de esta familia también se debe a la escasa influencia del alemán y las lenguas germánicas sobre el friulano, mientras que esta influencia todavía es fuerte en el ladino y el romanche.

### Las variantes del friulano

La bandera histórica del Friul.

Esencialmente, se pueden distinguir cuatro grandes variantes de friulano, atendiendo a las modificaciones vocálicas que intervienen en las terminaciones de las palabras, especialmente en la flexión del femenino. Todas las variantes son mutuamente inteligibles. Los grupos son los siguientes:  
- El friulano del medio Friul y della fascia collinare, es decir, de los alrededores de Údine y de la Carnia centro-oriental:

terminación de las palabras "modificantes": en -e
- El friulano del pordenonese (excepto las áreas venetófonas), llamado con más precisión friulano concordiese por su centro en Concordia Sagittaria, y de Carnia occidental:

terminación de las palabras "modificantes": en -a
influjo del véneto oriental
según algunos, es la variante que conserva las características más arcaicas, y también es una de las menos estudiadas.
- El friulano dell'alta Carnia occidentale:

terminación de las palabras "modificantes": en -o
- El friulano del goriziano (hablado en la Bassa Friulana y en la provincia de Goricia; se excluyen las áreas de dialecto bisiaco), extendido en algunos centros de la zona de Cividale:

terminación de las palabras "modificantes": en -a
se distingue del concordiese por ciertas variaciones de la pronunciación.
Para aclarar, la palabra italiana "chiesa" (iglesia), en friulano se traduce como glesie, a la que corresponden las pronunciaciones glesie, glesia o glesio.
Entre los idiomas fuertemente ligados al friulano se cuentan:  
- El tergestino, hablado en Trieste por la mayor parte de la población hasta 1700. El testimonio más importante sobre las características del tergestino se encuentra en la obra "Dialoghi piacevoli in dialetto vernacolo triestino", publicada por G. Mainati en 1828.
- El muglisano, una antigua habla de Muggia, afín al tergestino. El último hablante, Giuseppe de Jurco, murió en 1889.
- Las hablas de Erto y Cimolais, en fuerte peligro de extinción. Algunos las consideran hablas de transición entre el friulano y el ladino dolomítico.

### Uso y distribución

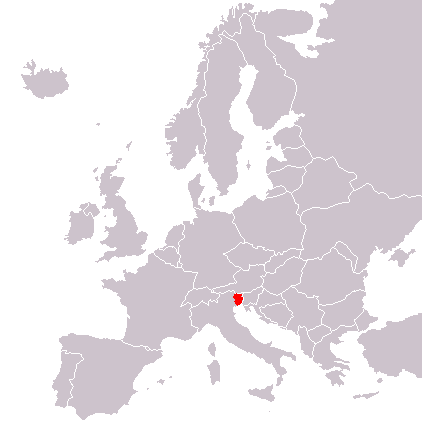
Mapa de la distribución del friulano en Europa

#### Número de hablantes
Según el Gruppo di Studio Alpino di Bellinzona, en los años setenta había 520 245 hablantes; según la Universidad del Friul, eran 700 000, y según una encuesta de la revista Int Furlane de abril de 1978, eran cerca de 900 000. Según datos del Euromosaic de la Universidad Abierta de Cataluña, a finales del siglo XX la lengua era hablada por unas 526 649 personas (43,3 % de la población de la región autónoma, la mayor parte bilingües. La mayor parte de los hablantes, 389 159, están en la provincia de Údine/Udin (el 75 % de la población), 103 303 en Pordenone/Pordenon (el 40,53 % de la población) y 31 187 en Goricia/Gurize (21,66 %). Según datos de la Universidad de Údine, en la misma época los friulanoparlantes eran unos 400 000. También se calcula que hay alrededor de 700 000 friulanos fuera del país, repartidos entre las grandes ciudades italianas, América del Sur (principalmente Argentina y Uruguay), Toronto (unos 30 000) y Alemania.

#### Estado actual del friulano

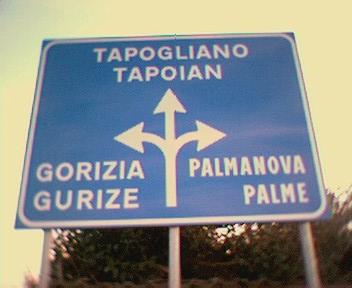
Señal de tráfico en italiano y friulano

Hoy en día, el friulano es reconocido oficialmente en Italia al amparo de la ley 482/1999, que protege a las minorías lingüísticas. Por ello, se ha introducido la enseñanza del idioma en varias escuelas primarias. Existe un periódico en línea, y hay también cierta cantidad de grupos musicales que utilizan el friulano en sus canciones, así como algunas compañías teatrales. Recientemente se han rodado dos películas en friulano (Tierç lion, Lidrîs cuadrade di trê), que han recibido críticas positivas por parte de los periódicos italianos. En cerca del 40 por ciento de los municipios de la Provincia de Údine, las señales de tráfico están tanto en friulano como en italiano. También existe una traducción oficial de la Biblia al friulano. En 2005, una conocida marca de cerveza empleó este idioma para uno de sus spots publicitarios.

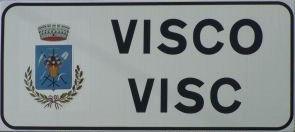
En este cartel de entrada aparecen los topónimos en italiano y friulano

La principal asociación que fomenta el uso y el desarrollo del friulano es la Societât filologjiche furlane, fundada en Goricia en 1919.

#### Topónimos
Todas las ciudades y pueblos del Friul tienen dos nombres, uno en italiano y otro en friulano. Solamente los italianos son oficiales, y por tanto son los que se emplean en la administración, aunque se espera que las versiones friulanas reciban un reconocimiento parcial en un futuro cercano. Por ejemplo, la ciudad de Údine se llama en friulano Udin, y la ciudad de Tolmezzo, Tumieç.

#### Presencia en los medios
Con respecto a la enseñanza, el friulano está muy poco presente. Desde 1999, es una asignatura optativa en los jardines de infancia, en las escuelas de primaria y en las secundarias. La Societât Filologjiche Furlane organiza desde 1952 cursos de friulano para adultos. Desde 1975 también hay un curso de friulano para adultos no residentes en la Universidad de Údine.
No hay periódicos diarios en friulano; las revistas más importantes son Int Furlane (1966), La Patrie dal Friûl (1946), Diari (2007), "Friuli nel mondo" , Gnovis Pagjinis Furlanis, el anuario Il Strolic Furlan (1867) y las literarias Ce Fastu? y Sot la Nape.
Con respecto a la radio, se emiten unas 40 horas semanales en friulano en las emisoras Radio Onde Furlani, que emite de 70 a 80 horas a la semana en friulano desde hace 10 años, con 35 000 oyentes, Radio Stereo Carnia y Radio Spazio 103. La RAI emite en friulano el programa La specule una vez a la semana.
En televisión se emite en friulano en TeleFriuli, una vez a la semana por las noches, y en Telealtofriuli, una cadena local. La RAI emite algunos minutos en friulano los domingos por la mañana (generalmente son programas de entretenimiento).

## Descripción lingüística

### Fonología
Desde el punto de vista fonológico, el friulano se caracteriza en primer lugar por la presencia de un sistema vocálico formado por cinco vocales cortas /a, e, i, o, u/ y cinco vocales largas /aː, eː, iː, oː, uː/. Esta oposición forma parejas mínimas.
| Parejas mínimas        | Parejas mínimas       |
| ---------------------- | --------------------- |
| Vocal corta            | Vocal larga           |
| lat /'lat/ (leche)     | lât /'laːt/ (lago)    |
| mes /'mes/ (mensajero) | mês /'meːs/ (mes)     |
| mil /'mil/ (mil)       | mîl /'miːl/ (miel)    |
| poc /'pok/ (empujón)   | pôc /'poːk/ (poco)    |
| brut /'brut/ (feo)     | brût /'bruːt/ (nuera) |

Los dialectos friulanos difieren en su tratamiento de las vocales largas fonológicas. En ciertos dialectos, algunas de las vocales largas fonológicas se realizan fonéticamente como diptongos. El gráfico siguiente muestra cómo se pronuncian cuatro palabras (sêt: sed, pît: pie, pôc: poco, fûc: fuego) en cuatro dialectos. Cada dialecto utiliza un patrón exclusivo de diptongos (amarillo) y monoptongos (azul) para realizar las vocales largas fonológicas:
|     | Oeste  | Codroipo | Carnia | Central |
| sêt | [seit] | [seːt]   | [seit] | [seːt]  |
| pît | [peit] | [peit]   | [piːt] | [piːt]  |
| pôc | [pouk] | [poːk]   | [pouk] | [poːk]  |
| fûc | [fouk] | [fouk]   | [fuːk] | [fuːk]  |

Los fonemas consonánticos del friulano están ordenados en la tabla siguiente:
|           | Bilabial | Labiodental | Alveolar | Post- alveolar | Palatal | Velar |
| --------- | -------- | ----------- | -------- | -------------- | ------- | ----- |
| Oclusiva  | p b      |             | t d      |                | c ɟ     | k g   |
| Africada  |          |             | ts dz    | tʃ dʒ          |         |       |
| Nasal     | m        |             | n        |                | ɲ       |       |
| Fricativa |          | f v         | s z      |                |         |       |
| Vibrante  |          |             | r        |                |         |       |
| Lateral   |          |             | l        |                |         |       |
Un aspecto original del friulano, que lo diferencia del resto de las lenguas románicas, es la presencia de las oclusivas palatales /c/ y /ɟ/. Estas oclusivas forman grupos de parejas mínimas con las oclusivas velares y con las africadas palatales. Por ejemplo: cjoc /'cok/ (borracho), çoc /'tʃok/ (tronco) y coc /'kok/ (huevo).
Nótese que las consonantes geminadas (lː, tː...), muy usadas en italiano, son ausentes en el friulano.
Fonéticamente existe también la nasal [ŋ], que no tiene valor fonológico distintivo. En algunos dialectos septentrionales existen también /ʃ/ con valor fonológicamente distintivo y [ʒ] como alófono de z.
El proceso fonológico más destacable del friulano es la desonorización de las oclusivas y fricativas en posición final de palabra. Por ejemplo: /grand/ → [grant].

### Gramática

#### Artículos
En friulano, los nombres que se refieren a objetos inanimados o conceptos abstractos pueden tener género gramatical masculino o femenino: p. ej. "il mûr" ("el muro", masculino), "la cjadree" ("la silla", femenino).
Los artículos toman las siguientes formas, derivadas de las palabras latinas ille y unus:
| Artículos determinados | Artículos determinados | Artículos determinados |
| ---------------------- | ---------------------- | ---------------------- |
| Número                 | Masculino              | Femenino               |
| Singular               | il                     | la                     |
| Plural                 | i                      | lis                    |

Ante una vocal, tanto il como la pasan a l'. El artículo indefinido en friulano varía según el género.
| Artículos indeterminados | Artículos indeterminados |
| ------------------------ | ------------------------ |
| Masculino                | un                       |
| Femenino                 | une                      |

Nótese que éstas son las formas estándar; en el lenguaje hablado puede oírse además el (en el norte del Friul) o al (en el sur y oeste del Friul) en lugar de il, li (o las en el norte del Friul) en lugar de lis y le en lugar de la. Estas formas se deben evitar en la lengua escrita. Recordar que la -e final de une se pronuncia.

#### Sustantivos
En friulano, los sustantivos, como en otras lenguas romances, tienen género masculino o femenino.

#### Femenino
La mayor parte de los sustantivos femeninos terminan en -e.
Ejemplos:
- cjase = casa (del latín "casa, -ae")
- lune = luna (del latín "luna, -ae")
- scuele = escuela (del latín "schola, -ae")

No obstante, algunos terminan en consonante, como los que acaban en -zion (del latín).
- man = mano (del latín "manŭs, -ūs" f)
- lezion = lección (del latín "lectio, -nis" f)

#### Masculino
La mayor parte de los sustantivos masculinos terminan en una consonante o en -i.
- cjan = perro
- gjat = gato
- fradi = hermano
- libri = libro

Unos cuantos sustantivos masculinos terminan en -e, como sisteme (sistema) y probleme (problema). Suele tratarse de palabras procedentes del griego antiguo.
También existen varios sustantivos masculinos que se han tomado tal cual del italiano, es decir, con una -o final, como treno (tren). Muchas de estas palabras se han integrado completamente en la lengua, tanto es así que forman sus plurales con -s, habitual en friulano, y no con -i, propio del italiano. Hay algunos puristas, algunos de ellos muy influyentes en el sector editorial friulano, que desaprueban tales palabras, insistiendo en que los términos friulanos "correctos" no deberían acabar en -o. Por ello, a pesar de que casi siempre se oye treno, lo más probable en los textos escritos es ver tren.

#### Formación del plural
Para formar el plural de los sustantivos que terminan en -e, ya sean femeninos o masculinos, se cambia la -e final por -is.
- taule, taulis = mesa, mesas
- cjase, cjasis = casa, casas
- lune, lunis = luna, lunas
- scuele, scuelis = escuela, escuelas
- sisteme, sistemis = sistema, sistemas

Para formar el plural de casi todos los demás sustantivos, se añade una -s final. Nota: siempre se pronuncia como una "s" suave.
- man, mans = mano, manos
- lezion, lezions = lección, lecciones
- cjan, cjans = perro, perros
- gjat, gjats = gato, gatos
- fradi, fradis = hermano, hermanos
- libri, libris = libro, libros
- treno, trenos = tren, trenes
- braç, braçs = brazo, brazos (del latín "bracchium")
- guant, guants = guante, guantes

Nótese que, en algunos dialectos, hay muchas palabras cuya consonante final pasa a ser silenciosa cuando se añade la -s. Casi todas estas palabras tienen un singular que acaba en -t. El plural de gjat, por ejemplo, se escribe gjats, pero en gran parte del Friul se pronuncia como si fuera gjas. Análogamente, plat (plato), aunque su plural se escribe plats, a menudo se pronuncia plas. Entre otras palabras de esta categoría se encuentran clâf (llave) y clap (piedra), cuyas formas de plural, clâfs y claps, suelen pronunciarse con una -f y una -p silenciosa respectivamente (clâs, clas). Se distinguen una de la otra por la "a" larga de la primera. Nótese también que la -ç final se pluraliza en la escritura como -çs, sin tener en cuenta si la pronunciación pluralizada es "-s" o "-ts" (varía según el dialecto); un ejemplo es messaç / messaçs (mensaje).

#### Excepciones
Los sustantivos masculinos que terminan en -l o -li forman sus plurales sustituyendo la -l o la -li por -i.
- cjaval, cjavai = caballo, caballos (del latín "caballus")
- fîl, fîi = hilo, hilos (del latín "filum")
- cjapiel, cjapiei = sombrero, sombreros
- cjaveli, cjavei = cabello, cabellos
- voli, voi = ojo, ojos
- zenoli, zenoi = rodilla, rodillas (del latín "genu")

El plural de los sustantivos femeninos acabados en -l es regular.
- piel, piels = piel, pieles
- val, vals = valle, valles

Algunos sustantivos masculinos que terminan en -t se pluralizan convirtiendo la -t final en -cj.
- dint, dincj = diente, dientes (del latín "dens, -tis")
- dut, ducj = todo (de una cosa), todo (de varias cosas) (del latín "totus")

Los nombres que terminan en -s no cambian su ortografía cuando se pluralizan (aunque algunos hablantes pronuncian la -s del plural de diferente manera que la -s del singular).
- vues = hueso, huesos
- pes = pez, peces (del latín "piscis")
- mês = mes, meses (del latín "mensis")

El plural de an (año) tiene varias formas dependiendo del dialecto: ain, ains, agn y agns. Dejando a un lado la pronunciación, la forma escrita es agns.

#### Adjetivos
El adjetivo en friulano debe concordar en género y número con el sustantivo al que califica. La mayor parte de los adjetivos tienen cuatro formas, para el singular (masculino y femenino) y plural (masculino y femenino). Por ejemplo, brut (feo) se declina:
| Declinación | Declinación | Declinación |
| ----------- | ----------- | ----------- |
| Número      | Masculino   | Femenino    |
| Singular    | brut        | brute       |
| Plural      | bruts       | brutis      |

Nótese que, en el norte del Friul, el femenino plural se pronuncia brutes en lugar de brutis.
Para formar el plural, se siguen las reglas normales; dada una forma singular masculina, la forma femenina correspondiente no es tan sencilla:
- en la mayoría de los casos, se añade una -e (curt, curte)
- si la última letra es una -c, el femenino se forma con -cje, -cje, -che, -ghe
- si la última letra es una -f, el femenino se forma con -ve
- si la última letra es una -p, el femenino se forma con -be
- si la última letra es una -t, el femenino se forma con -de

### Vocabulario
La mayor parte del vocabulario friulano procede del latín. Hay que destacar que, a lo largo de su historia, ha habido cambios fonológicos y morfológicos sustanciales. Por lo tanto, comparte muchas palabras con las lenguas romances, pero también ha incorporado palabras de otros idiomas:
- Las palabras alemanas se introdujeron especialmente en la Edad Media, durante el Patriarcado de Aquilea, cuando la influencia de esta cultura era notable (ejemplos: bearç, patio trasero; bussâ, besar).
- Las palabras eslavas las trajeron inmigrantes que se establecieron en el Friul para repoblar tierras cuya población había descendido a causa de las invasiones húngaras del siglo X (ejemplos: cjast, granero; zigâ, gritar). También hay una buena cantidad de topónimos de origen eslavo.
- Muchas palabras tienen raíces germánicas (probablemente longobardas) y célticas (una de las lenguas habladas antes de la colonización romana). Algunos ejemplos del primer caso son sbregâ, rasgarse; sedon, cuchara; taponâ, cubrir. Otros ejemplos del segundo caso son troi, camino; bragons, pantalones.
- La lengua veneciana ha influido en el vocabulario friulano (canucje, paja).
- Los términos científicos tienen a menudo origen griego, y también hay algunos términos árabes en el friulano (lambic, alambique).
- Han entrado algunas palabras francesas en el vocabulario friulano (pardabon, realmente; gustâ, comer).
- Muchas palabras inglesas (como computer, monitor, mouse...) han entrado en el vocabulario friulano a través del italiano.
- El italiano mismo tiene una creciente influencia en el vocabulario friulano, especialmente en lo referente a neologismos (p.ej. treno con el significado de tren, aéreo por avión). En la actualidad, tales neologismos se usan, aunque no los acepta el diccionario oficial.

### Comparación léxica
La siguiente tabla muestra una comparación con otras lenguas romances, entre las que se encuentran lenguas retorromances (ladino, romanche),  galorromances (francés), iberorromances (español, portugués), occitanorromances (catalán, occitano), romances insulares (corso, sardo), etc:
| Latín                          | Friulano | Ladino nonés | Romanche  | Véneto  | Francés | Italiano        | Español  | Occitano    | Catalán  | Portugués | Rumano   | Sardo                           | Corso            |
| ------------------------------ | -------- | ------------ | --------- | ------- | ------- | --------------- | -------- | ----------- | -------- | --------- | -------- | ------------------------------- | ---------------- |
| clave(m)                       | clâf     | clao/clau    | clav      | ciave   | clef    | chiave          | llave    | clau        | clau     | chave     | cheie    | crae/i/jae (log.), crai (camp.) | chjave/chjavi    |
| nocte(m)                       | gnot     | not          | notg      | note    | nuit    | notte           | noche    | nuèit/nuèch | nit      | noite     | noapte   | note/noti (camp.)               | notte/notti      |
| cantare                        | cjantâ   | cjantar      | chantar   | cantare | chanter | cantare         | cantar   | cantar      | cantar   | cantar    | cânta    | cantare/cantai (camp.)          | cantà            |
| capra(m)                       | cjavre   | cjaura       | chaura    | cavra   | chèvre  | capra           | cabra    | cabra       | cabra    | cabra     | capra    | cabra/craba/crapa               | capra            |
| lingua(m)                      | lenghe   | lenga        | lieunga   | lengoa  | langue  | lingua          | lengua   | lenga'      | llengua  | língua    | limbă    | limba (log.)/lìngua (camp.)     | lingua           |
| platea(m)                      | place    | plaz         | plazza    | piasa   | place   | piazza          | plaza    | plaça       | plaça    | praça     | piață    | pratha/pratza (camp.)           | piazza           |
| ponte(m)                       | puint    | ponte        | punt      | pònt    | pont    | ponte           | puente   | pònt        | pont     | ponte     | punte    | ponte/ponti (camp.)             | ponte/ponti      |
| ecclesia(m)                    | glesie   | glesia       | baselgia  | cexa    | église  | chiesa          | iglesia  | glèisa      | església | igreja    | biserică | creia/crèsia (camp.)            | ghjesgia         |
| hospitale(m)                   | ospedâl  | ospedâl      | ospital   | ospedae | hôpital | ospedale        | hospital | espital     | hospital | hospital  | spital   | ispidale/spidali (camp.)        | spedale/uspidali |
| caseu(m) lat.vulg.formaticu(m) | formadi  | formai       | chaschiel | formajo | fromage | formaggio/cacio | queso    | formatge    | formatge | queijo    | caș      | casu                            | casgiu           |

## Literatura
Los primeros textos en friulano se remontan al siglo XIII y son en su mayoría actas comerciales o jurídicas. En estos casos, el friulano se utilizaba junto con el latín, que era todavía la lengua administrativa. Los principales ejemplos literarios que han sobrevivido —hay muchas obras que se han perdido— son poesías del siglo XIV, cuyo tema principal era el amor y estaban inspiradas, tal vez, por el movimiento poético italiano Dolce Stil Novo. La obra más famosa es Piruç myò doç inculurit (que significa "Mi pera dulce y colorida"), compuesta por un autor anónimo de Cividale, probablemente en 1380.
| Texto original                                            | Versión en friulano moderno                                     |
| --------------------------------------------------------- | --------------------------------------------------------------- |
| Piruç myò doç inculurit quant yò chi viot, dut stoi ardit | Piruç mio dolç inculurît cuant che jo ti viôt, o stoi dut ardît |

Hay pocas diferencias en las primeras dos filas, lo que demuestra que no ha habido una gran evolución en la lengua excepto en varias palabras que ya no se usan (por ejemplo, dum(n)lo, que significa "chica" y que en tiempos pasados se usaba mucho). Un hablante de friulano de nuestros días puede entender estos textos con poca dificultad.
El segundo periodo importante para la literatura friulana fue el siglo XVI. El autor principal de este periodo fue Ermes di Colorêt, que compuso alrededor de 200 poemas.

### Escritores y poetas famosos
- Ermes di Colorêt (siglo XVI)
- Pietro Zorutti (siglo XIX)
- Pier Paolo Pasolini (siglo XX)

## Estandarización
Un desafío que el friulano comparte con otras lenguas minoritarias es el hecho de crear una lengua estándar y un sistema de escritura único. La ley regional 15/1996 aprobó una ortografía estandarizada, que representa la base de una variante común y es la que debería usarse en topónimos, actas públicas, documentos escritos. Este estándar se basa en el friulano central, pues era tradicionalmente la lengua que se usaba en la literatura ya en 1700 y después (entre los principales ejemplos destacan las obras de Pieri Çorut), pero con algunos cambios:
- el diptongo ie reemplaza a ia, p. ej. fier (hierro) en vez de fiar o tiere (tierra) en vez de tiare.
- el uso de vu en vez de u al principio de palabra, p. ej. vueli (aceite) en lugar de ueli, o vueit (vacío) en vez de ueit.
- el uso de la i intervocálica, por ejemplo ploie (lluvia) en vez de ploe.

El friulano estándar se denomina en friulano furlan standard, furlan normalizât y también coinè, que es una palabra que viene del griego.

### Críticas al friulano estandarizado
Ha habido varias críticas al friulano estandarizado, principalmente de parte de hablantes de variantes locales que pueden diferir mucho de este; también argumentan que el estándar podría llegar a acabar con dichas variantes locales. La respuesta de los partidarios de la estandarización se sustenta en las diversas ventajas que puede suponer para la lengua el tener una única forma, pues ayudaría a frenar la influencia del italiano en los neologismos, que suponen una amenaza seria para el desarrollo futuro del friulano. También explican que es un estándar escrito y no afecta a la pronunciación, que puede ser la de las variantes locales.

### Sistemas de escritura
En el sistema de escritura oficial, aprobado por la Provincia de Údine y empleado en los documentos oficiales, el friulano se escribe utilizando el alfabeto latino, al que se agrega la c con cedilla (ç). La letra q se utiliza sólo para antropónimos y topónimos históricos, en todos los demás casos se reemplaza por una c. Además, las letras k, x, w, e y aparecen sólo en préstamos, así que no se consideran parte del alfabeto.
Aa Bb Cc Çç Dd Ee Ff Gg Hh Ii Jj Ll Mm Nn Oo Pp Qq Rr Ss Tt Uu Vv Zz
Hay también acentos graves (à, è, ì, ò y ù) y acentos circunflejos (â, ê, î, ô, y û), que se ponen encima de las vocales para distinguir las palabras homófonas y para señalar el acento de voz (en el primer caso) o la existencia de vocales largas (en el segundo caso).

### Otros sistemas
Existe un sistema alternativo llamado Faggin-Nazzi en honor a los estudiosos que lo propusieron. Es menos común, también quizá porque es más difícil para un principiante a causa del empleo de letras como č, típicas de las lenguas eslavas. Se usan para reflejar con más precisión rasgos particulares de la fonología friulana.[cita requerida]

## Algunas frases
Mandi 'Hola'
Mandi, cemût? 'Hola, ¿qué tal?'
O soi Zorç 'Soy Jorge'
O soi furlan, o ven di Udin 'Soy friulano, vengo de Údine'
Vuê al è propit cjalt! '¡Hoy hace mucho calor!'
O scugni propit lâ cumò, ariviodisi 'Tengo que irme ya, hasta luego'
No pues vignî fûr cun te usgnot, o ai di studiâ 'No puedo salir contigo esta noche, tengo que estudiar'
No pues vignî fûr cun te vuê, o ai di studiâ 'No puedo salir contigo hoy, tengo que estudiar'